# 金森健士
金森 健士（かなもり たけし、1899年〈明治32年〉6月4日 - 1971年〈昭和46年〉5月4日）は、日本の元工場職工監督。日本統治下朝鮮・釜山で発生した金森事件（1941年）で放火犯として有罪確定後、再審により無罪となった。再審無罪確定後は、遺族らによって国家賠償請求訴訟が提起された。

## 概要
金森は、当時釜山に所在した日本帆布合名会社釜山帆布工場の職工監督として勤務していたが、1941年（昭和16年）10月2日に隣接する朝鮮製綱株式会社工場が全焼した火災について放火容疑で逮捕・起訴され、戦時下の朝鮮の法院で懲役15年の有罪判決が確定した。戦後、長年の服役を経て、1969年に大阪高等裁判所が再審開始決定、1970年に無罪判決が言い渡され確定した。

## 生涯
生い立ち・職歴 – 1899年（明治32年）6月4日生まれ。1941年初め頃に大阪から朝鮮・釜山へ赴任し、日本帆布合名会社釜山帆布工場の技術員兼職工監督を務めていた。妻子とともに工場敷地内の社宅に居住していた。
逮捕・起訴 – 1941年10月2日の火災後、同年12月10日に釜山地方法院検事から建造物放火の事実で起訴、予審を経て公判に付された。火災当夜に夜勤であったことから疑いが集中し、女子工員2名が「逃げる後ろ姿が金森に似ていた」と証言したことが決め手となった。また、取調べでは鼻から水を流し込む、逆さづりにするなどの拷問を受け、虚偽自白を強いられたとされる。別の資料では「足の爪を鋭利なもので刺された」との証言も伝わっており、拷問方法については史料間に異同がある。
有罪確定 – 1942年6月30日に釜山地方法院で懲役15年の有罪、同年8月21日に大邱覆審法院で控訴棄却、同年10月26日に京城高等法院で上告棄却となり確定した。
服役と釈放 – 大邱・京城・大田・釜山各刑務所を経て、終戦後に福岡・熊本の各刑務所へ移監。1947年（昭和22年）11月24日に仮釈放で熊本刑務所を出所し、1957年（昭和32年）10月25日に刑期満了で執行を終えた。ただし一部の文献では「1956年11月仮釈放、翌年刑期満了」との記録もあり、史料間に食い違いがある。
出所後は「金森健士は無実なり」と記した紙を町に貼るなどして訴え、総理大臣や最高裁長官に往復はがきを送り続けるなど独自の活動を展開した。六法全書を購入して刑事訴訟法を学び、各官庁や裁判所に無実を訴えた。

## 冤罪の訴えと再審
仮釈放後、金森は各官庁・報道機関に無実を訴え続け、1959年（昭和34年）頃に岩田喜好弁護士と出会い、のちに松本弁護士も加わり、再審請求に向けた資料収集が進められた。偶然、新聞で小川判事の名を見つけたことを契機に訪ねたところ、当時の予審判事・松田伝治の存在を知らされ、松田が「中国人スパイ・干文柱が『自分が放火した』と供述していた」と証言したことが再審の大きな突破口となった。山本刑務所からの照会により、中国人放火常習者・干文柱（または禹文柱）が同じ火災について起訴され予審終結決定を受けていたことが確認され、この発見が再審の決定的根拠となった。
当初、1966年（昭和41年）5月20日、最高裁判所第二小法廷は弁護人による管轄指定請求を「不適法」として却下した（昭和39年（す）第365号決定）。その後、検事総長の申立を受けて、1967年（昭和42年）2月28日、最高裁判所第三小法廷が本件再審請求の管轄裁判所として大阪高裁を指定した。
1969年（昭和44年）6月28日、大阪高裁は再審開始決定を行い、検察は特別抗告をせず、同年7月2日に決定は確定した。

## 再審無罪
1970年（昭和45年）1月28日、大阪高裁は「被告人に対する本件公訴事実は結局犯罪の証明がない」として無罪を言い渡した（旧刑訴511条）。判断の過程では、干文柱に対する予審終結決定の存在や、現地女子工員の証言などが重視された。
1969年12月の再審公判において、検察は「有罪とする証拠は極めて乏しい」と述べて事実上の求刑放棄をしたと報道されている。無罪判決に対し、検察は控訴を行わず、これにより無罪が確定した。
無罪判決全文は『判例時報』586号33頁に掲載され、弁護人岩田喜好による「金森再審事件（野の法曹から）」が同号20–22頁に収録された。

## 無罪後と死去

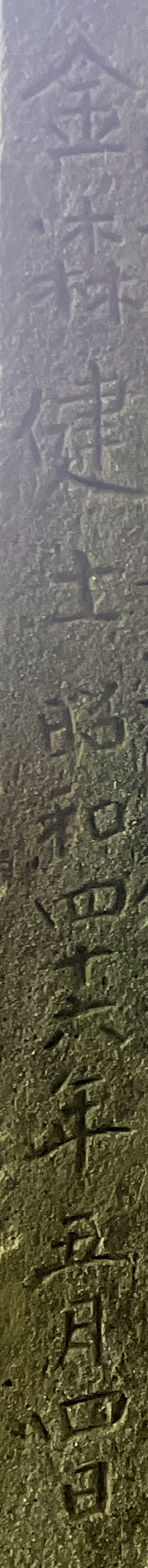
日本の冤罪事件「金森事件」の被告であり、後に再審で無罪が確定した金森健士（1899–1971）の墓碑。 墓石には「金森健士　昭和四十六年五月四日」と没年月日が刻まれている。 場所は福井県内の寺院に所在するが、プライバシー保護のため寺院名は非公開とする。

無罪確定後も冤罪防止活動に尽力し、同じ境遇の人々や弁護士と交流を続けた。だが長年の獄中生活の影響で体を痛め、健康は衰えていった。無罪判決時点で既に重篤な健康状態にあったとされる。従来の文献では「1972年頃に死去」とされていたが、福井県内の寺院にある墓碑には「昭和46年（1971年）5月4日没」と刻まれており、没年は1971年である。享年71（満71歳没）。

## 国家賠償請求
無罪確定後、遺族（妻・金森タツエほか）が国家賠償法1条に基づき損害賠償を求めて民事訴訟を提起した。
- 第一審（大阪地裁、1973年4月25日）：一部請求を認容し、国に賠償を命じた[8]。
- 控訴審（大阪高裁、1975年11月26日）：「当時の裁判官に過失があったとは認めがたい」として一審判決を取り消し、原告の請求を棄却[9]。
- 最高裁：上告棄却により原告敗訴が確定した[10]。

この高裁判決は後に最高裁で原告敗訴（上告棄却）となり確定し、裁判官の職務行為に関する国家賠償法1条の「違法」判断を厳格に限定する枠組みを確認した先例と位置付けられている。

## 評価
金森の再審無罪は、戦前に発生し戦後に無罪となった再審事件の先駆的事例の一つとして、戦後再審史の文脈で論じられる。吉田岩窟王事件と並び、再審制度の意義を広く知らしめる契機となった。また、当時の報道などでは「金森老事件」とも呼ばれたが、公文書や判決文には用いられていない。